# Jack Little
John N. "Jack" Little és el president i cofundador de MathWorks i coautor de les primeres versions de MATLAB de l'empresa. És membre de l'IEEE i un dels administradors del Consell de Lideratge Tecnològic de Massachusetts. Posseeix una llicenciatura en Enginyeria Elèctrica de l'Institut Tecnològic de Massachusetts (1978) i un doctorat per la Universitat Stanford (1980). És fill de l'acadèmic John D. C. Little.